# Mycoacia columellifera
Mycoacia columellifera är en svampart som först beskrevs av Gordon Herriot Cunningham, och fick sitt nu gällande namn av Hjortstam 1995. Mycoacia columellifera ingår i släktet Mycoacia och familjen Meruliaceae.  Arten är reproducerande i Sverige. Inga underarter finns listade i Catalogue of Life.